# الصدقة (جبلة)

تعديل مصدري - تعديل

الصدقة محلة تابعة لقرية اكمة الرهيش، التابعة لعزلة الاصابح بمديرية جبلة إحدى مديريات محافظة إب في الجمهورية اليمنية، بلغ تعداد سكانها 32 حسب تعداد اليمن لعام 2004.